# Frankhawthorneïta
La frankhawthorneïta és un mineral de la classe dels òxids. Rep el nom en honor de Frank Christopher Hawthorne (n. 1946), professor de mineralogia a la Universitat de Manitoba (Canadà), per les seves contribucions significatives a la ciència de la mineralogia estructural i experimental, i la cristal·lografia, especialment sobre la química dels cristalls del grup dels amfíbols i les oxisals.

## Característiques
La frankhawthorneïta és un hidròxid de fórmula química Cu₂Te6+O₄(OH)₂. Cristal·litza en el sistema monoclínic. La seva duresa a l'escala de Mohs es troba entre 3 i 3,5.
Segons la classificació de Nickel-Strunz, la frankhawthorneïta pertany a «04.FD: Hidròxids amb OH, sense H₂O; cadenes d'octaedres que comparteixen angles» juntament amb els següents minerals: spertiniïta, bracewel·lita, diàspor, goethita, groutita, guyanaïta, montroseïta, tsumgallita, manganita, yttrotungstita-(Y), yttrotungstita-(Ce), khinita i parakhinita.

## Formació i jaciments
Va ser descoberta a la mina Centennial Eureka, a la localitat homònima dins el districte miner de Tintic, al comtat de Juab (Utah, Estats Units). També ha estat descrita a la propera prospecció del mont High Grade, a la serralada de Drum, així com a la muntanya Otto, al comtat de San Bernardino (Califòrnia, EUA). Aquests tres indrets són els únics de tot el planeta on ha estat descrita aquesta espècie mineral.